# Riđorepi guan
Riđorepi guan (lat. Penelope argyrotis) je vrsta ptice iz roda Penelope, porodice Cracidae. Živi u Kolumbiji i Venecueli. Prirodna staništa su joj tropske i suptropske vlažne planinske šume i degradirana područja nekadašnjih šuma.

## Vanjske poveznice
- Video  Arhivirana inačica izvorne stranice od 2. svibnja 2021. (Wayback Machine) na Internet Bird Collection
- BirdLife International 2004.  Penelope argyrotis  Arhivirana inačica izvorne stranice od 30. rujna 2007. (Wayback Machine).   2006 IUCN Red List of Threatened Species.